# Ojuelos, Hidalgo
Ojuelos är en ort i Mexiko.   Den ligger i kommunen Nopala de Villagrán och delstaten Hidalgo, i den sydöstra delen av landet, 110 km nordväst om huvudstaden Mexico City. Ojuelos ligger 2 346 meter över havet och antalet invånare är 133.
Terrängen runt Ojuelos är platt åt nordväst, men åt sydost är den kuperad. Runt Ojuelos är det ganska tätbefolkat, med 96 invånare per kvadratkilometer. Närmaste större samhälle är Nopala de Villagran, 13,8 km öster om Ojuelos. Trakten runt Ojuelos består till största delen av jordbruksmark.